# 新西爾卡 (赫里邁利夫市鎮)
49°15′10″N 26°6′18″E / 49.25278°N 26.10500°E
新西爾卡（羅馬化：Novosilka）是烏克蘭西部捷爾諾波爾州喬爾特基夫區赫里邁利夫市鎮的村莊。該村距離托夫斯泰1.5公里，始建於1564年，面積1.01平方公里，2001年人口302。